# 王振祖
王振祖（1914年1月22日—1980年6月25日），活躍於1930-1940年代的京劇「梅派」名伶，期間正職為南京國民政府的文官，官至国防部保密局中山室上校主任，1949年5月率團到台灣演出並定居，1957年在台灣創立復興劇藝實驗學校（今併入國立臺灣戲曲學院）並任首任校長。河南開封人（另一說為河南襄城人），童年長居北平，於私立民国大学法律系畢業。
外孫是台灣歌手陶喆，陶喆的母親王復蓉是王振祖的女兒。